# Ludwig Josef von Spies-Büllesheim

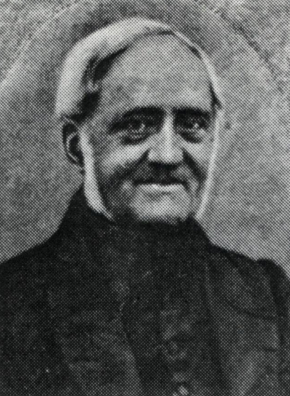
Ludwig von Spies-Büllesheim

Ludwig Josef Fortunatus Ignatius Freiherr zu Spies von Büllesheim (* 3. September 1785 in Düsseldorf; † 19. Dezember 1860 auf Haus Hall/Kreis Heinsberg) war ein preußischer Beamter und der erste Landrat im Kreis Mülheim am Rhein.

## Herkunft
Ludwig Josef von Spies-Büllesheim entstammte dem alten jülischen Adelsgeschlecht Spieß von Büllesheim. Er war der älteste Sohn des kurpfälzisch-bayrischen wirklichen geheimen Rats und Erbschenks des Herzogtums Jülich Joseph Freiherr von Spies-Büllesheim (* [1742] in Trier; † 14. Oktober 1794) und dessen Ehefrau Marianne, geborene Freiin von Rolshausen (getauft 10. März 1765 in Balkhausen; † 17. Juni 1812 in Köln).

## Wirken und Leben
Nach einer schulischen Ausbildung mit Hausunterricht und dem Besuch des Paulinums in Münster studierte er an der Universität Münster Rechts- und Kameralwissenschaften. Zu dieser Zeit war er in der Obhut des späteren Erzbischofs von Köln Clemens August von Droste-Vischering. Nach der Ausbildung trat er 1809 in den Staatsdienst, zunächst beim damaligen Großherzoglich Bergischen Minister des Innern, dem Grafen Johann Franz Joseph von Nesselrode-Reichenstein (dem Schwiegervater des ältesten Bruders Adolf Heidenreich seines Mentors Clemens August von Droste-Vischering) in Düsseldorf. 1812 wurde er dort Sous-chef. Mit Dekret vom 21. Februar 1813 wurde er Unterpräfekt in Arrondissement Mülheim am Rhein und schließlich nach der Franzosenzeit 1816 Landrat des preußischen Kreises Mülheim am Rhein.
1817 heiratete er Caroline Freiin Raitz von Frenz (* 11. März 1792 auf Haus Hall; † 28. August 1855 ebenda) zu Kellenberg. Über diese gelangte er in den Besitz von Haus Hall. Erbe von Haus Hall wurde der gemeinsame Sohn Edmund Spieß von Büllesheim (* 23. April 1820 in Haus Hall; † 7. Januar 1904 ebenda). Er schied zum 1. Februar 1820 auf eigenen Wunsch aus dem Staatsdienst aus, um sich fortan der Verwaltung der Güter zu widmen. 1835 war er Mitgründer der Genossenschaft des rheinischen ritterbürtigen Adels und schließlich 1849 unter der Bezeichnung „Rheinischer Ritterhauptmann“ Vorsitzender dieser Genossenschaft. Als solcher hatte er auch den Vorsitz im Kuratorium der Rheinischen Ritterakademie zu Bedburg. 1840 wurde er königlich preußischer Kammerherr.
Von 1826 bis 1843 war Spies-Büllesheim Mitglied des Landtags der Rheinprovinz. Dort nahm er eine streng katholische Haltung ein, suchte die Vorrechte des Adels zu verteidigen, kämpfte für die provinzielle Selbstständigkeit und zeigte sich als Anhänger großdeutscher Tendenzen.
1834 verlegte er der besseren Ausbildung seiner Kinder wegen seinen Wohnsitz wieder nach Düsseldorf und bezog ein Stadthaus am Schwanenmarkt. 1851 zog er wieder nach Hall zurück, besuchte zu den Sitzungen des Provinziallandtags aber immer wieder Düsseldorf.
Spies-Büllesheim war zeitlebens ein reger Briefeschreiber. Seine Jugenderinnerungen und seine Korrespondenz bilden eine Quelle für die Kulturgeschichte des rheinischen Adels und die Lokalgeschichte Düsseldorfs vom späten 18. bis ins 19. Jahrhundert.